# Культура Кантабрии

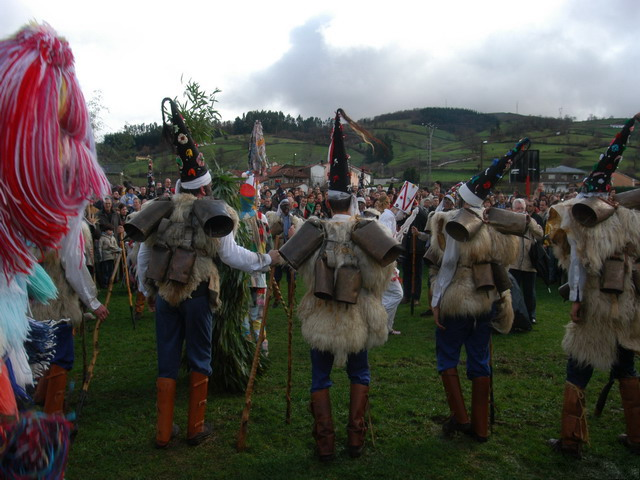
Карнавал Ла Виханера в Силио

Кантабрия (до 1981 года Провинция Сантандер) — автономное сообщество на севере Испании, расположенное между Бискайским заливом и Кантабрийскими горами. Своеобразное географическое положение — Кантабрия делится на горную Ла-Монтанья (La Montaña), прибрежную Ла-Марина (La Marina) и, отделённую от них горами, Кампоо-Лос-Вальес (Campoo y los valles del sur), а также богатая история, обусловили уникальную культуру региона, которая будучи преимущественно кастильской, обладает многими, присущими только данному краю, особенностями. Среди них, представляющая огромный этнографический интерес, культура пасьего; пещерная живопись эпохи Верхнего палеолита в Альтамире, Чуфине, Совилье и других; интересный памятник архитектуры мосарабов в Лебенье. Многие архитектурные ансамбли городов и поселений являются объектами Культурного интереса страны, а пещера Альтамира — объектом Всемирного наследия ЮНЕСКО.

## Этнография и археология

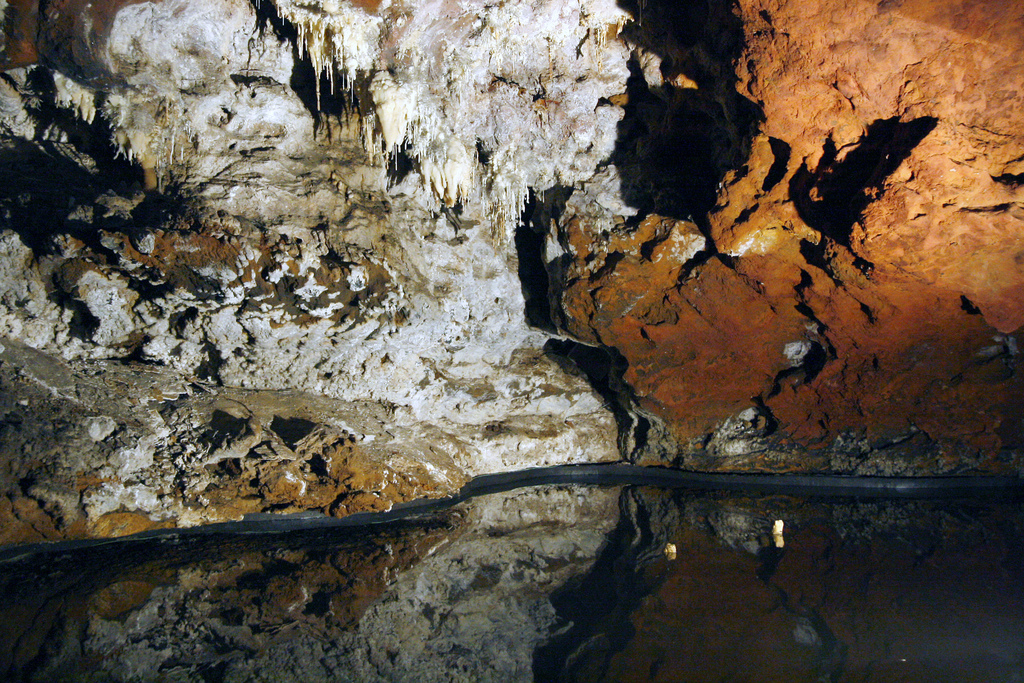
Пещера Эль-Соплао

Территория Кантабрии всемирно известна своими доисторическими пещерами, в которых сохранились рисунки эпохи Палеолита, и являющиеся объектом Всемирного наследия ЮНЕСКО (Пещеры Альтамира и наскальной живописи Севера Испании). Самой известной является пещера Альтамира, расположенная в 30 км западнее Сантандера. В 2012 году Министерство образования, культуры и спорта Правительства Кантабрии запустила специальный виртуальный тур по семи пещерам — Эль-Пендо, пещеры Чуфин, Эль-Кастильо, Лас-Монедас, Коваланас и Кулавера; с целью большего привлечения к ним внимания туристов и исследователей.
Пещеры Коваланас и Кулавера составляют целую археологическую зону, в которую входят также пещеры Эль-Аса, Конванегра-Сотарриса, Ла-Лус, Арко А, Арко B, Арко С, Ла-Пондра, Эль-Морро-дель-Оридильо и другие. 

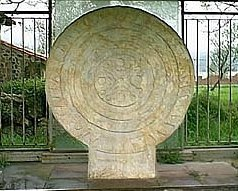
Кантабрийская стела в Барросе

Помимо археологических памятников доисторической эпохи, в Кантабрии есть множество объектов культурного значения римского времени и периода раннего Средневековья. От древнейшего населения края — кантабров, дошли большие каменные стелы, найденные в Барросе, Лос-Корралесе-де-Буэльне, а также в Лурьесо, Сурите и Эспине-дель-Кальего. Самой известной стелой является Барроская (Estela de Barros 1), также часто называемая «Колесом Девы» или «Колесом Святой Каталины», датируемая III веком н.э. В 1946 году стелу перенесли в Музей первобытной эпохи и археологии в Сантандер, но год спустя были вынуждены вернуть её обратно в Баррос, по просьбе местных жителей, где она и находится в открытом в 2001 году Парке-де-лас-Эстелас-де-Кантабрия.

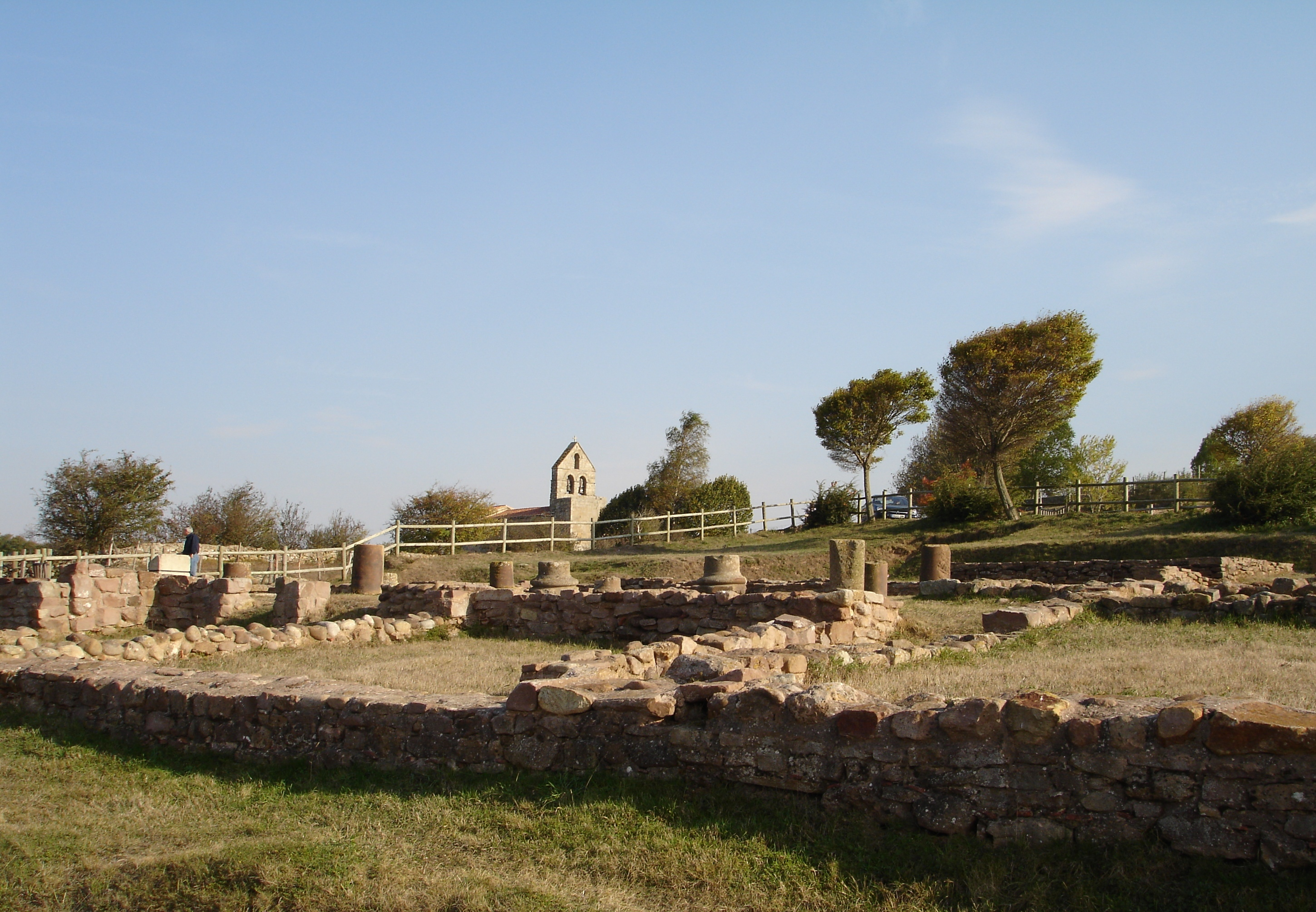
Руины римского города Юлиобриги

Несмотря на то, что римляне не основали на территории Кантабрии крупных городов, от их времени дошли руины колоний Юлиобриги, бывшей столицей региона, и Флавиобриги. Также были найдены остатки римского лагеря в Ла-Побласьон (Эль-Синчо). Многие современные испанские города и деревни расположены на месте римских поселений.
Археологический интерес представляют памятники и Раннего Средневековья. Среди них, например, позднеримское поселение и некрополь в Санта-Мария-де-Ито. Само поселение датируется III веком н.э. и существовало, по-видимому, до начала V века, захоронения же некрополя датируются с VII по IX век.
С появлением в Кантабрии римлян начинают появляться и первые письменные источники, описывающие материальную и духовную культуру населения края. Так греческий историк Страбон, описывая кантабров и соседние племена, писал:

Все жители гор ведут простой образ жизни, пьют воду, спят на земле и наподобие женщин носят длинные волосы, спускающиеся густыми прядями; но в сражение они идут, обвязав волосы вокруг лба. Они едят главным образом козлиное мясо и приносят в жертву Аресу козла... Брак совершается как у греков. Больных они выносят на улицы (как это было в обычае в древности у египтян), чтобы получить совет от тех, кто перенес уже подобную болезнь... Таков, как я сказал, образ жизни жителей гор; я подразумеваю тех, области которых соприкасаются с северной стороной Иберии, именно каллаиков, астурийцев и кантабров до [области] васконов и Пиренеев; ведь все они ведут одинаковый образ жизни— География//Страбон, III 4,7

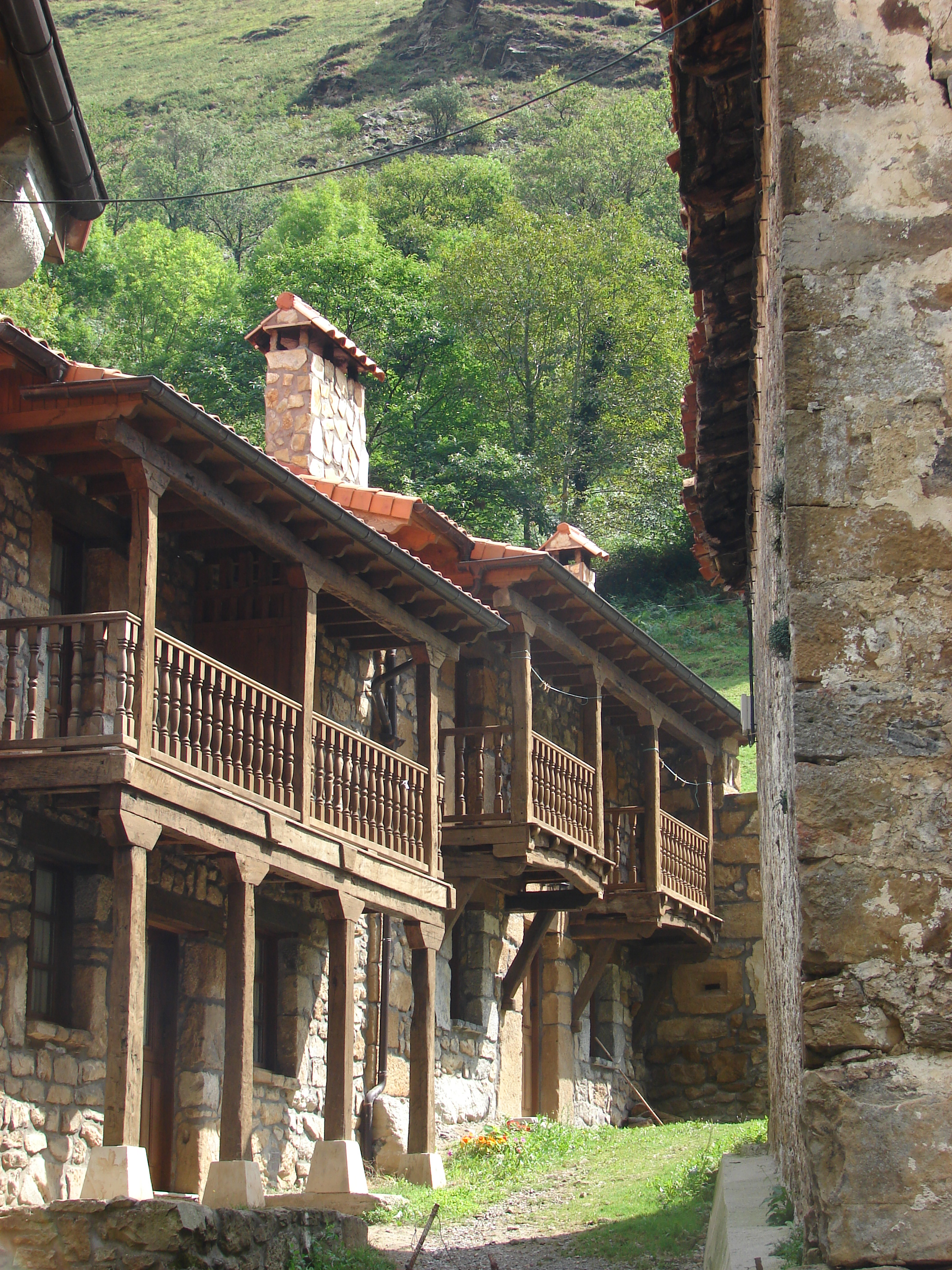
Каса монтаньеса

После падения власти римлян, местное, уже романизированное население, обрело независимость, хотя часть территории и оказалась захваченной вестготами, которые основали на ней Герцогство Кантабрию. Впоследствии на территорию провинции переселилось много беженцев с юга, бежавших от арабов-мусульман. Так, постепенно началось формирование современного населения автономии.
Традиционное жилище жителей — каса монтаньеса (иногда называют домом Монтаньи, от названия части региона Ла-Монтанья), представляющая собой разновидность астуро-галисйского типа дома. Обычно это было двухэтажное строение, с двухскатной крышей, один из которых всегда спускался к устремлённому на юг фасаду. Важной деталью дома был кортафуэгос (Cortafuegos) — стены, разрезающие перпендикулярно фасад здания и создающие ниши, в которых на втором этаже находились балконы. Галереи, которые образовывались под балконом, поддерживались арками и назывались сопортали. В зоне Кампоо-Лос-Вальес встречались дома смешанного типа, как монтаньеса, так и кастильского.
Весьма своеобразным было жилище горцев пасьега (Cabaña pasiega), увидеть которое можно было от долины Асон до долины Пас. Оно представляло собой двухэтажное строение, где первый этаж предназначался для укрытия домашней скотины и хозяйственных нужд, а верхний являлся жилым. Поскольку вход для каждого помещения был отдельным, к верхнему, жилому помещению, вела каменная лестница (постройка также была из камня). 

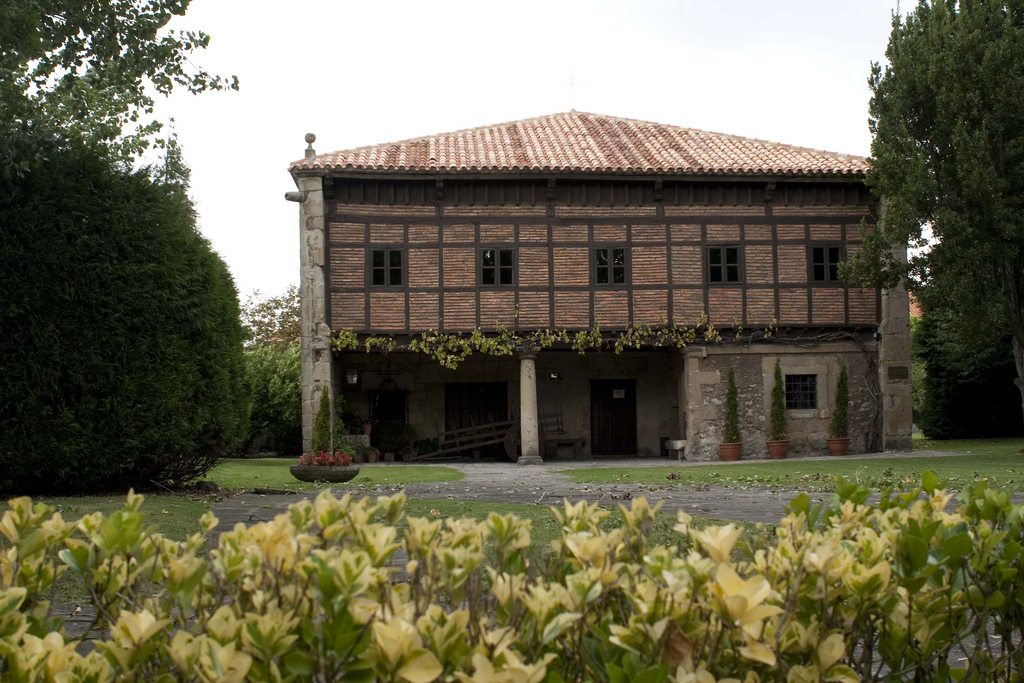
Этнографический музей Кантабрии

Как и в исторической провинции Астурии, в Кантабрии был специфичный амбар «оррео» (Hórreo cántabro) — небольшое деревянное строение, стоявшее на сваях, на которых был установлен гладкий камень — защита от грызунов (они скользили по камню и падали вниз).
Инструментами, которые использовали жители для сельских работ служили вилы, косы (el dalle), грабли, грабли для сбора удобрений (el trente) и другие. Следует отметить интересное приспособления для затачивания косы и серпа Colodra, который изготавливали из рога крупного рогатого скота, и вставленного в него точила. Многие колодра были красиво украшены, став, таким образом, декоративным предметом.
Жители Кантабрии, как и жители других северный районов Испании, лучше сохранили многие традиционные элементы духовной культуры. Вплоть до начала XX века сохранился обычай женских причитаний и плачей на похоронах. Иногда для данных целей нанимали специальных плакальщиц — planideras. Юноши исполняли в начале марта обрядовые песни — marzas, и piceyos, когда праздновали день святого патрона местности. Варела Сильвари, музыковед, отмечал своеобразные юношеские кличи — ихуху (хипидо), предположив, что последние могли произойти от аналогичных боевых кличей кельтов или кантабров. В Кантабрии также продолжали исполняться хоровые кансьонес и восьмисложные романсы.

## Кантабрийский диалект
Большое историческое значение для Кантабрии представляет местный романский диалект кантабру (cántabru) или монтаньес (montañés), являющийся переходным между астурлеонским и кастильским языками. Он имеет два основных диалекта — западный (Occidental) и восточный (Oriental), а также переходные говоры между ними.
В отличие от других языков и диалектов Испании, кантабрийский не получил никакого официального статуса, так и оставаясь «неправильным (простонародным) кастильским». В литературе в основном использовался лишь для передачи обыденной речи персонажей. В 2009 году он был внесён в Красную книгу ЮНЕСКО как исчезающий (seriously endangered).

## Религия

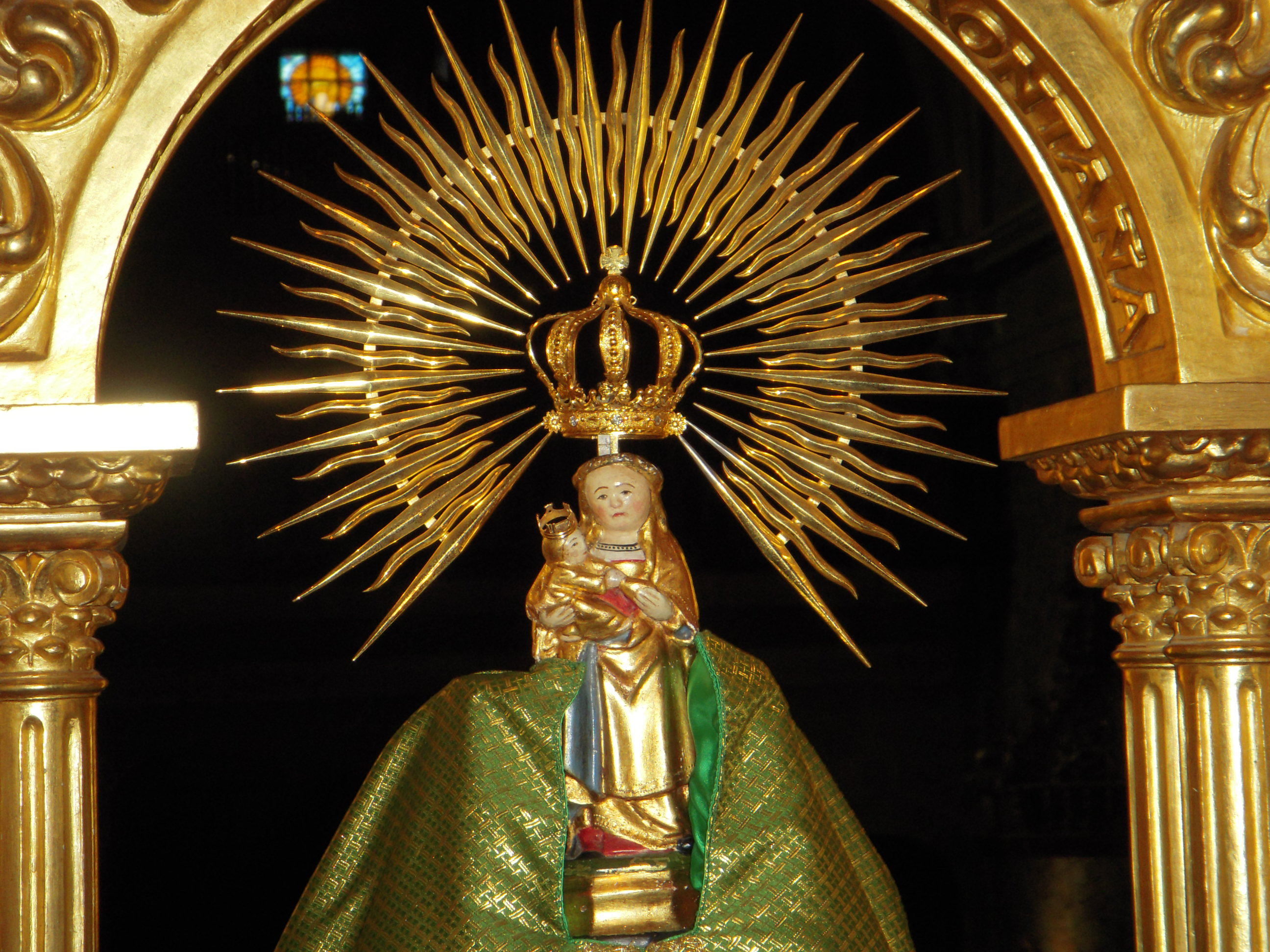
Дева Мария де ла Бьен Апаресида

Распространение христианства на территории Кантабрии происходило медленнее, чем во многих других регионах Западной Европы и Южной Испании. Так, в IV веке жители Северной Испании оставались приверженцами языческих верований, чему во-многом способствовало отсутствие крупных римских поселений в регионе, а следовательно, и крупных центров распространения новой религии.
В эпоху вестготов (VI—VII века) христианство распространяется благодаря деятельности монахов-отшельников в районе Кампоо и окрестностях Льебаны, от которых дошли построенные в горах скиты и церкви, а также первые монастыри, среди которых Санто-Торибио-де-Льебана, где до сих пор хранится часть креста, на котором по преданию был распят Иисус. Данный период в католической традиции связан с именами святых Емилиана Кукуллата (покровителя Испании, долгие годы скитавшегося в горах Сьерра-де-ла-Деманда), Торибия Лиебанского и Торибия Асторгского.
К VIII веку христианство окончательно утвердилось на территории Кантабрии. Важную роль в этом сыграло арабское завоевание Пиренейского полуострова, когда Северная Испания оказалась единственной независимой территорией, где испанские аристократы и духовенство основали королевство Астурия.
В 1750 году на территории Кантабрии была образована Сантандерская епархия, покровителем которой и Кантабрии считается Дева Мария де ла Бьен Апаресида (Virgen de la Bien Aparecida), образ которой, по преданию, в 1605 году нашли дети пастухов, увидев в одном из окон скита Сан-Маркос яркий, странный свет, который освещал маленькую, высотой в 21 см, статую Девы с младенцем. Сегодня храм, в котором находится образ (Santuario de la Bien Aparecida
), является важным объектом культурного наследия Кантабрии.

## Архитектура

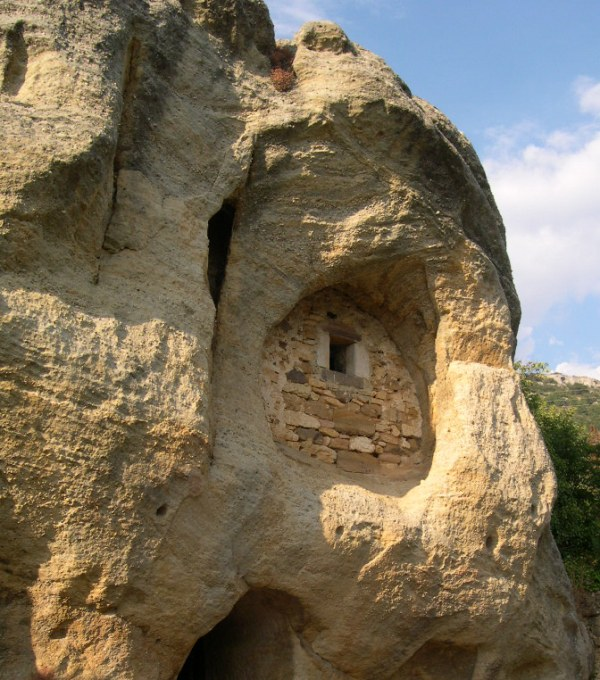
церковь в Арройуэлосе

Архитектура Кантабрии представляет собой созданный на протяжении многих столетий уникальный комплекс сооружений, представляющих собой вариации различных стилей и композиций. Так, от древнейших жителей края — кантабров и кельтов, сохранилось множество останков городищ и менгиров, датируемых железным веком, например, Ла-Гарма, городище, занимавшее территорию в 2 га; Пенья-Мантилья и другие. От римлян остались руины основанных ими немногочисленных городов и инфраструктуры, например, остатки древнего водопровода Эль-Чоррильо в Кастро-Урдиалесе, расположенного на месте римской колонии Флавиобриги.
В эпоху раннего Средневековья на архитектуру северной Испании огромное влияние оказали мосарабы, испанские христиане, переселившиеся на север страны с захваченных арабами регионов (искусство эпохи репобласьон). Данный период в Кантабрии представлен пещерными церквями и скитами, которые представляли из себя однонефные помещения с аркой, часто подковообразной, и абсидой (например, церковь в Арройуэлосе). Помимо них, архитектура мосарабов представлена такими церквями, как Санта-Мария-де-Лебенья, Сан-Роман-де-Моросо и другими.
В XI—XII веках, а в некоторых районах и до XIV века, в архитектуре господствует романский стиль, со своими бочкообразными сводами и акантом. Яркими примерами архитектуры этого времени являются церкви Санта-Хулиана в Сантильяна-дель-Мар и Санта-Крус в Кастаньеда.
В конце XII—начале XIII века в Кантабрии появляются сооружения в готическом стиле. В этом стиле построены такие шедевры кантабрийской архитектуры, как Сантандерский собор, церковь Успения Пресвятой Девы Марии в Ларедо и другие.
Архитектура XVI века связана с именем известного испанского архитектора Хуана де Эрреро (1530-1597), разработавшего уникальный стиль, часто так и называемый «эрререско». В конце XVI века начинают появляться постройки и в стиле барокко, например, Сан-Рафаэль в Сантандере.
Архитектура Кантабрии XIX—XX веков выделяется разнообразием стилей от эклектики до модерна и неоклассицизма. Выделяются работы таких зодчих как Антонио Сабалета (Лос-Аркос-де-Ботин, церковь Санта-Лусия, знаменитое здание рынка Меркадо-дель-Эсте), Хулио Мартинеса-Сапата (Каса-Консисториаль), и, конечно, Антонио Гауди (Эль-Каприччо).
Трудно представить современный облик Сантандера и других райнов Кантабрии без творений архитекторов Хавьера Гонсалеса Рианчо (усадьба Фуэнтес-Пила, Королевский дворец Ла-Магдалена) и Гонсало Брихаса Веги (здание Морского клуба в Сантандере).

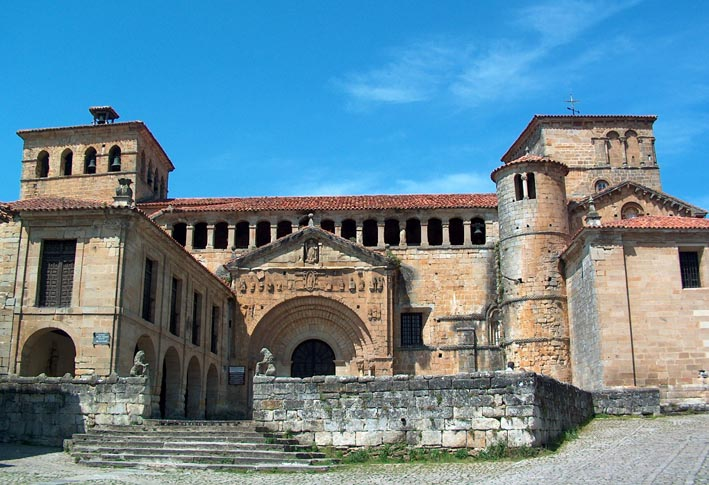
Церковь в Сантильяна-дель-Мар
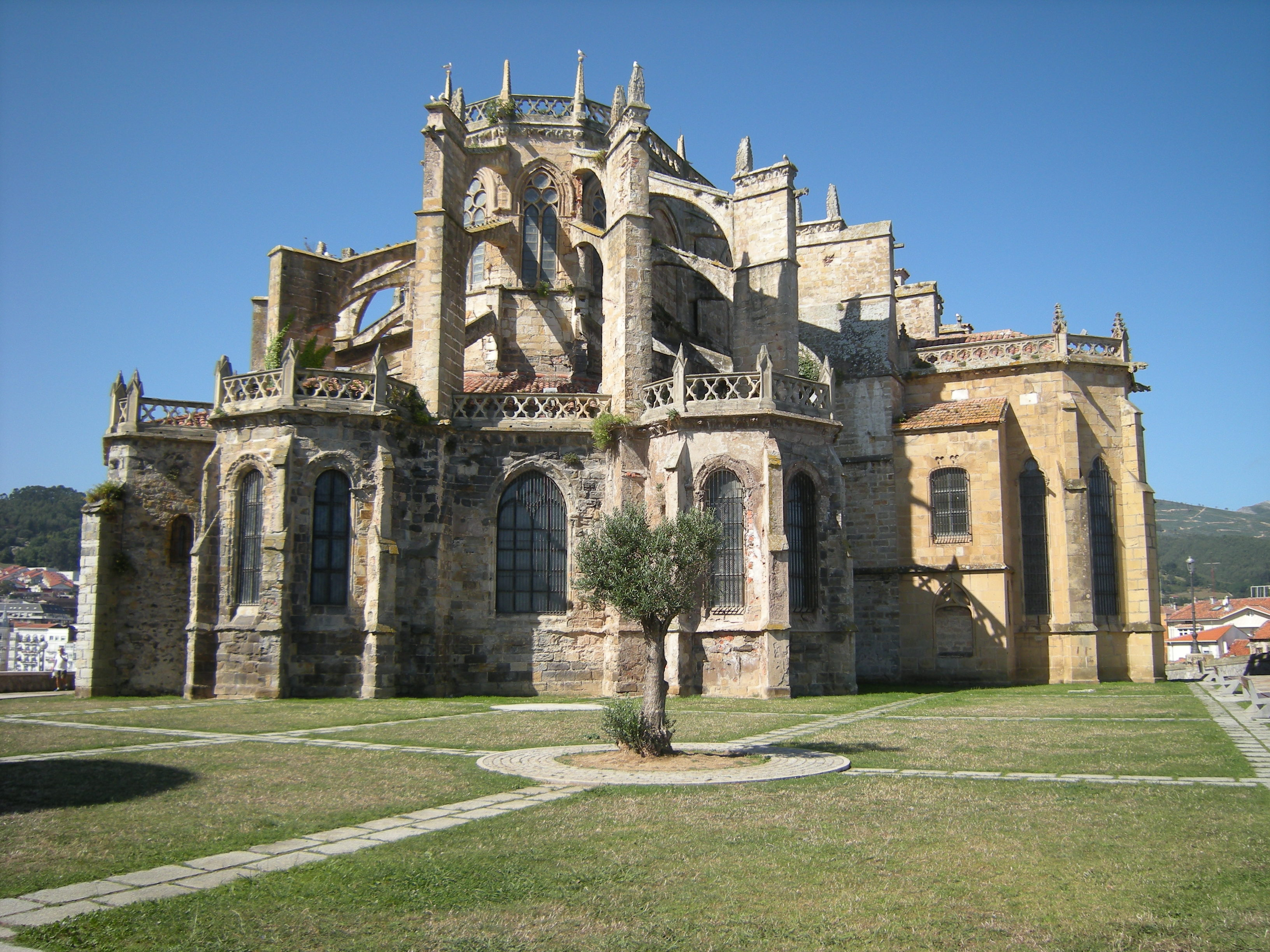
Церковь Успения Пресвятой Девы Марии в Кастро-Урдиалесе
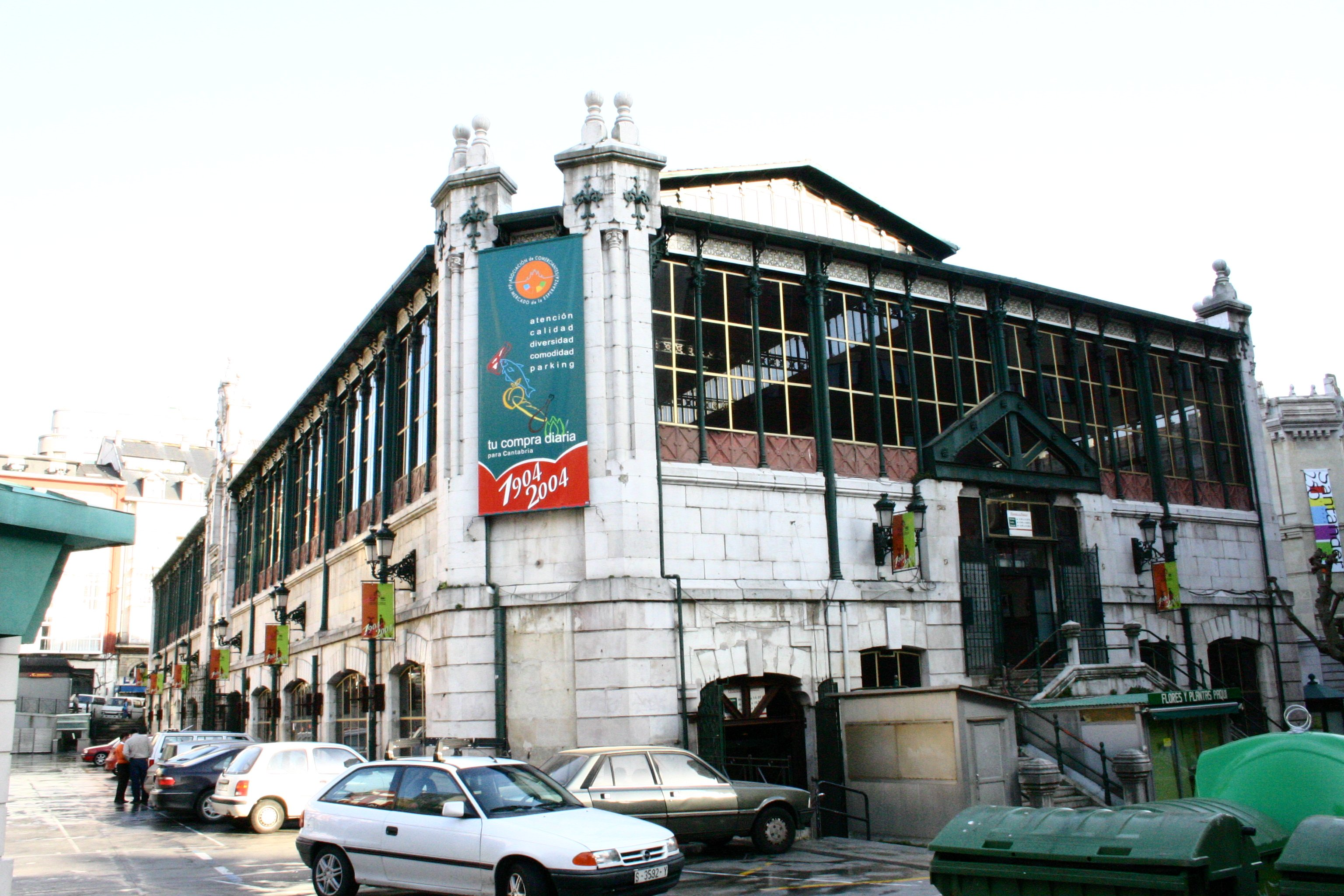
Рынок Меркадо-де-Эсперансо в Сантандере (1904)
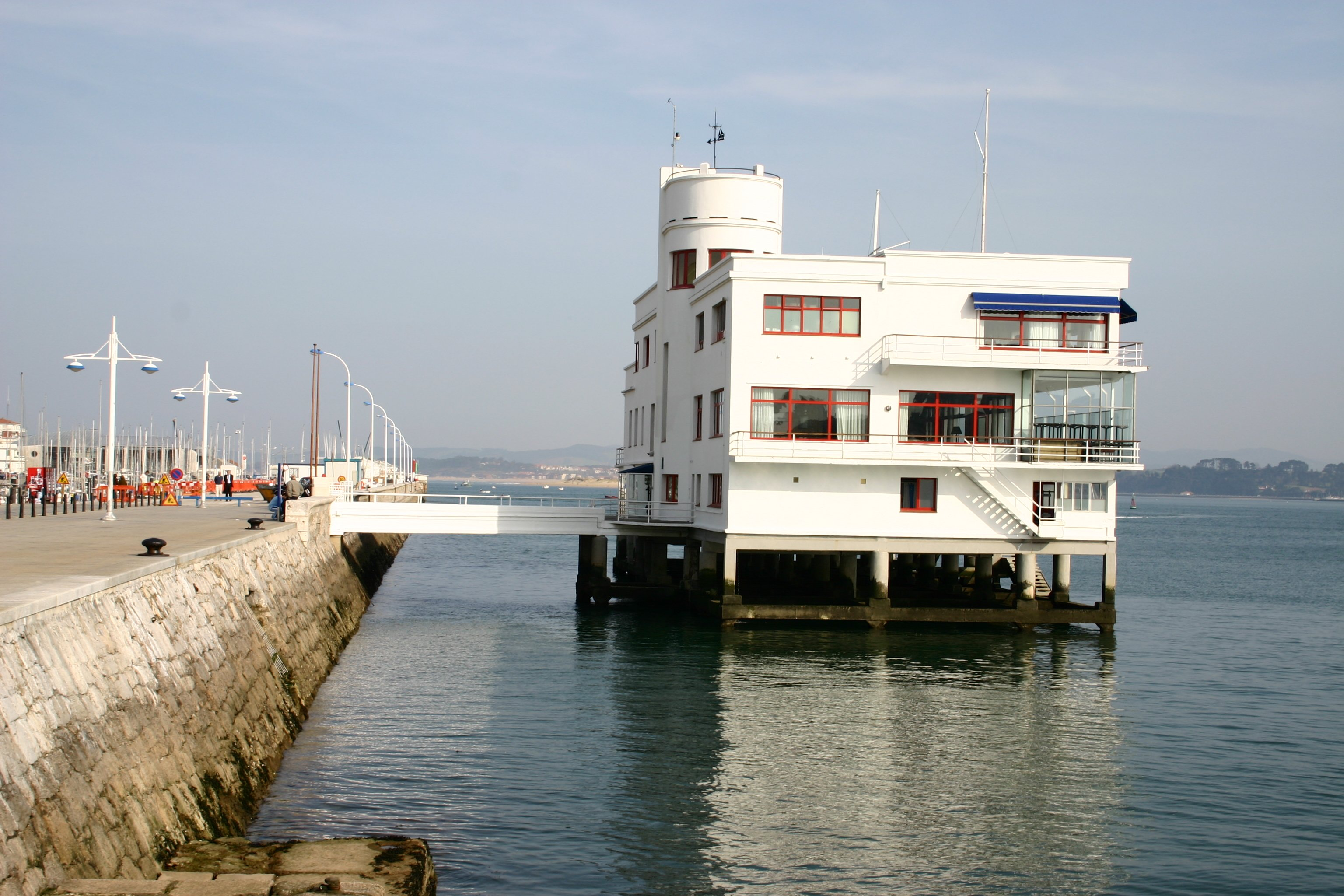
здание Морского клуба в Сантандере

## Праздники
Помимо общеиспанских праздников (например, Рождества, Святой недели, Дня королей-магов и других), в Кантабрии много различных религиозных и светских праздников, ярмарок и фестивалей. Все крупные праздники обычно имеют статус либо праздника, представляющего национальный туристический интерес страны (Fiestas de Interés Turístico Nacional), либо праздника, представляющего региональный интерес (Fiesta de Interés Turístico Regional).